# Иван Гюзелев
Иван Недев Гюзелев е български просветен деец, математик, политик и философ идеалист.
Той е един от основоположниците на гимназиалното образование по физика в България, министър на народното просвещение (1880) и дългогодишен председател на Върховната сметна палата (1880 – 1894).

## Биография

### Образование и младежки години
Роден е на 24 юни 1844 г. в Габрово, тогава Османска империя, в семейството на местен търговец. Получава първоначално образование в родния си град. През 1860 г. следва в Херсонската духовна семинария в Одеса. През 1867 г. завършва семинарията, а през 1871 г. – Физико-математическия факултет на Новорусийския университет. От 1871 до 1876 г. е учител по математика и физика в Априловската гимназия в Габрово, като е един от авторите на учебната програма в училището. Там обзавежда и първият учебен кабинет по физика в страната. Уредите за него Гюзелев поръчва от Австрия. Те пристигат с кораб по Дунава и са освободени с големи усилия на Свищовската митница.
Още през далечната 1873 г. Гюзелев съставя и издава учебници по геометрия и физика. След неуспеха на Априлското въстание Дряновският манастир е разрушен, а заедно с него и част от физическите апарати. Властите конфискуват телеграфния апарат. На 9 май 1876 г. Гюзелев е арестуван заедно с още 90 габровци. Като „ербап-комита“ Гюзелев е затворен в отделна килия и обвинен, че е използвал телеграфния апарат за връзка с въстаниците. От Цариград идва специална комисия, състояща се от един професор по физика, телеграфен техник и правителствен чиновник и установява несъстоятелността на обвиненията. След застъпничеството на руския посланик в Цариград и ходатайството на габровци Иван Гюзелев е освободен.
След Априлското въстание за кратко е учител по физика и математика в Лясковската семинария.

### Професионална дейност
От 1878 г. живее в София, където през 1879 г. е народен представител и секретар в Учредителното събрание. От 1880 г. е министър на народното просвещение в правителството на Драган Цанков, а между 1880 до 1894 г. – председател на Върховната сметна палата, редактор на „Църковен вестник“ и сп. „Задружен труд“ и основател на Чиновническото застрахователно дружество в България. Дописан член на Българското книжовно дружество (БКД, днес Българска академия на науките) от 1875 г. и действителен от 1884 г.
Оттегля се от политическия живот и умира на 6 октомври 1916 г. в София.

## Семейство
Иван Гюзелев е баща на първата българска композиторка – Богдана Гюзелева-Вулпе (1878 – 1932).

## Награди
Иван Гюзелев е носител на Орден „Света Ана“ и „Свети Александър“ – V степен (1888), IV степен (1889) и III степен (1900).

## Творчество
- Кратка елементарна геометрия.   1873.
- Програми на габровските училища.   1873.
- Ръководство към физиката.   1874.
- Начална алгебра.   1893.
- Аксиомите в геометрията.   1894.
- Основите на геометрията.   1894.
- Теория на доказателствата.   1895.
- Стойността на теориите във физиката.   1901.
- Елементите на познанието.   1904.
- Светът като продукт на познанието.   1907.
- Елементарно ръководство по изчисление премиите и резервите при жизнезастрахованието.   1911.
- Абсолютното съзнание. 1916.